# Установка дегідрогенізації бутану в Шоугуані
Установка дегідрогенізації бутану в Шоугуані – складова нафтопереробного та нафтохімічного майданчику компанії Shandong Shouguang Luqing, розташованого у приморській провінції Шаньдун.
В 2016 році на майданчику ввели в експлуатацію установку дегідрогенізації ізобутану, здатну продукувати 170 тисяч тон ізобутилену на рік. При цьому використали технологію C4 Oleflex™, створену компанією Honeywell UOP.
Отриманий з установки олефін може, зокрема, споживатись належним все тій же Shouguang Luqing виробництвом високооктанової паливної присадки – метилтретинного бутилового етеру (MTBE), котрий отримують шляхом реакції ізобутилена з метанолом. Станом на середину 2010-х потужність майданчика по MTBE становила 100 тисяч тон на рік.